# كادزماسا شيميدز
كادْزُماسا شيميدْزُ (باليابانية: 清水 和昌) (مواليد 30 يونيو 1976)، هو لاعب كرة قدم ياباني سابق كان يلعب كمهاجم.

## وصلات خارجية
- كادزماسا شيميدز على موقع رابطة كرة القدم اليابانية للمحترفين (اليابانية)